# 厚棉紫菀
厚棉紫菀（学名：Aster prainii）为菊科紫菀属的植物，为中国的特有植物。分布于中国大陆的西藏等地，生长于海拔5,100米至5,400米的地区，一般生长在雪线以上的山坡草地或石上，目前已由人工引种栽培。

## 异名
- Aster gossypiphorus Ling
- Chlamydites prainii Drumm.